# Periplaneta robusta
Periplaneta robusta är en kackerlacksart som först beskrevs av Robert Walter Campbell Shelford 1909.  Periplaneta robusta ingår i släktet Periplaneta och familjen storkackerlackor. Inga underarter finns listade i Catalogue of Life.